# X Games
Els X Games són un esdeveniment esportiu anual, controlat i organitzat per la cadena esportiva ESPN EUA (amb cobertura també es mostren a la cadena germana ABC), que se centra en els esports d'acció.

## Esdeveniments

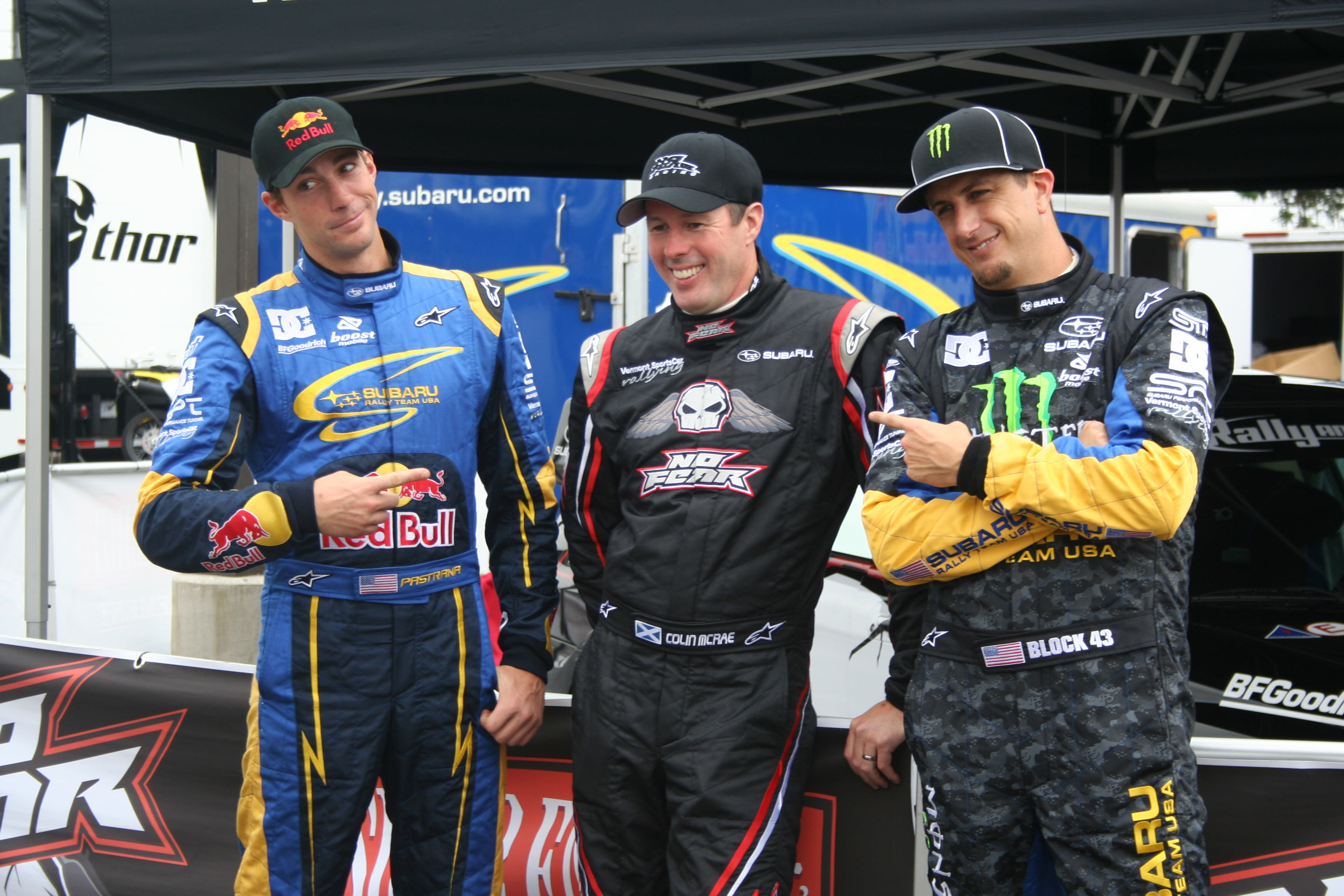
Tres pilots de ral·li: Travis Pastrana, Colin McRae i Ken Block als X Games de 2007.

Els primers X Games es van celebrar a l'estiu de 1995 a Rhode Island. Els participants competeixen per guanyar medalles de bronze, plata i or, i els diners del premi. El concurs ofereix sovint nous trucs com el 900 de Tony Hawk, Anthony amb la tapa del front primer dues vegades en una bicicleta, doble backflip de Travis Pastrana en motocròs freestyle, primer flip de Heath Frisby amb moto de neu Best Trick, i Torstein Horgmo el primer flip triple en una competició de surf de neu. Al mateix temps que la competència és dels "X Fest" festival esportiu i musical, amb música en viu, sessions d'autògrafs d'atletes i elements interactius. Els Winter X Games es duen a terme al gener o febrer i els X Games d'estiu se solen celebrar a l'agost. La ubicació dels X Games d'hivern fou a Aspen, fins a l'any 2012, mentre que la ubicació dels Jocs d'estiu X és a Los Angeles. Tot i que el 2013 es traslladaren a Barcelona, i des de llavors s'han celebrat en diversos llocs de tot el mon. Els X Games també té competicions internacionals i demostracions a tot el món que es duen a terme durant tot l'any. Els jocs es retransmeten en directe a la televisió.
Els Winter X Games aplega els millors atletes d'esports d'hivern d'acció de tot el món que competeixen anualment. El concurs compta amb els esdeveniments de dia i de nit comesquí, snowboard i motos de neu. Els primers Winter X Games es van dur a terme al centre turístic de muntanya Big Bear Lake, el 1997. Els següents dos anys, es van celebrar a Crested Butte Mountain Resort a Colorado. Els dos anys següents a Mount Snow, Vermont. Des de 2002, els Winter X Games s'han celebrat a Buttermilk Mountain a Aspen, Colorado.
Els participants mai no han de passar tests antidopatge, fet que ha estat força criticat pel director general de l'Agència Mundial Antidopatge, David Howman i pel president del Comitè Olímpic Internacional, Thomas Bach.

## Esdeveniments[7]

### X-Games d'Estiu
Moto
- Motocròs velocitat i l'estil
- Motocròs millor fuet
- Motocròs millor truc
- Freestyle Motocross
- Endurocross
- Motocròs intensificar
- motocròs d'adaptació

Ral·li
- Carreres de cotxes de Ral·li
- Super Ral·li

Skateboarding
- skateboard vert
- skateboard Park
- skateboard Street
- skateboard Big Air
- Skateboard millor truc

BMX
- BMX Freestyle Vert
- BMX Freestyle Park
- BMX Freestyle Street
- BMX Freestyle Big Air
- Millor truc de BMX

### Winter X Games
Esquí
- Esquí Big Air
- esquí slopestyle
- esquí superpipe
- esquiador de fons
- monoesquí
- snowboard
- Snowboard Big Air
- snowboard Slopestyle
- snowboard superpipe
- snowboard Cross
- Snowboard millor mètode

Moto de neu
- motos de neu freestyle
- Motos de neu *velocitat i estil
- Motos de neu millor truc
- Snocross

## Edicions anteriors
Patinatge en línia
- inline Vert
- en línia carrer
- Patinatge de velocitat en línia
- Inline vert triples

BMX
- BMX freestyle DRT
- BMX flatland freestyle
- BMX descens

Altres
- escalada
- street Luge
- carrera X-venture
- surf
- descens skate
- Supercross
- wakeboarding
- Skysurfing
- Ponting
- Salts d'esquí aquàtic descalç
- UltraCross

D'hivern
- Carrera amb pala de neu ultra-modificada
- Millor truc de motocròs freestyle d'hivern

## Edicions
| 1995 | Newport, RI           | Stowe, VT         |              |         |                 |         |                 |        |        |        |        |        |
| 1996 | Newport, RI           | Stowe, VT         |              |         |                 |         |                 |        |        |        |        |        |
| 1997 | San Diego, CA         | Big Bear Lake, CA |              |         |                 |         |                 |        |        |        |        |        |
| 1998 | San Diego, CA         | Crested Butte, CO | Phuket       |         |                 |         |                 |        |        |        |        |        |
| 1999 | San Francisco, CA     | Crested Butte, CO | Phuket       |         |                 |         |                 |        |        |        |        |        |
| 2000 | San Francisco, CA     | Mount Snow, VT    | Phuket       |         |                 |         |                 |        |        |        |        |        |
| 2001 | Philadelphia, PA      | Mount Snow, VT    | Phuket       |         |                 |         |                 |        |        |        |        |        |
| 2002 | Philadelphia, PA      | Aspen, CO         | Kuala Lumpur |         |                 |         |                 |        |        |        |        |        |
| 2003 | Los Angeles, CA       | Aspen, CO         | Kuala Lumpur |         |                 |         |                 |        |        |        |        |        |
| 2004 | Los Angeles, CA       | Aspen, CO         | Kuala Lumpur |         |                 |         |                 |        |        |        |        |        |
| 2005 | Los Angeles, CA       | Aspen, CO         | Seül         |         |                 |         |                 |        |        |        |        |        |
| 2006 | Los Angeles, CA       | Aspen, CO         | Kuala Lumpur |         |                 |         |                 |        |        |        |        |        |
| 2007 | Los Angeles, CA       | Aspen, CO         | Shanghai     |         |                 |         | Ciutat de Mèxic |        |        |        |        |        |
| 2008 | Los Angeles, CA       | Aspen, CO         | Shanghai     |         |                 |         | Ciutat de Mèxic |        |        |        |        |        |
| 2009 | Los Angeles, CA       | Aspen, CO         | Shanghai     |         |                 |         |                 |        |        |        |        |        |
| 2010 | Los Angeles, CA       | Aspen, CO         | Shanghai     |         |                 | Tignes  |                 |        |        |        |        |        |
| 2011 | Los Angeles, CA       | Aspen, CO         | Shanghai     |         |                 | Tignes  |                 |        |        |        |        |        |
| 2012 | Los Angeles, CA       | Aspen, CO         | Shanghai     |         |                 | Tignes  |                 |        |        |        |        |        |
| 2013 | Los Angeles, CA       | Aspen, CO         | Shanghai     |         | Barcelona Munic | Tignes  | Foz do Iguaçu   |        |        |        |        |        |
| 2014 | Austin, TX            | Aspen, CO         | Shanghai     |         |                 |         |                 |        |        |        |        |        |
| 2015 | Austin, TX            | Aspen, CO         | Shanghai     |         |                 |         |                 |        |        |        |        |        |
| 2016 | Austin, TX            | Aspen, CO         |              |         | Oslo            | Oslo    |                 |        |        |        |        |        |
| 2017 | Minneapolis, MN       | Aspen, CO         |              |         |                 | Hafjell |                 |        |        |        |        |        |
| 2018 | Minneapolis, MN       | Aspen, CO         |              |         | Oslo            | Oslo    |                 | Sydney | Sydney | Sydney | Sydney | Sydney |
| 2019 | Minneapolis, MN       | Aspen, CO         | Shanghai     |         | Oslo            |         |                 |        |        |        |        |        |
| 2020 | Minneapolis, MN       | Aspen, CO         |              | Chongli |                 | Hafjell |                 |        |        |        |        |        |
| 2021 | Sud de Califòrnia, CA | Aspen, CO         |              |         |                 |         |                 |        |        |        |        |        |
| 2022 | Ventura, CA           | Aspen, CO         | Chiba        |         |                 |         |                 |        |        |        |        |        |